# Billy l'exterminateur
 (janvier 2014).
Si vous disposez d'ouvrages ou d'articles de référence ou si vous connaissez des sites web de qualité traitant du thème abordé ici, merci de compléter l'article en donnant les références utiles à sa vérifiabilité et en les liant à la section « Notes et références ».
Billy l’exterminateur (Billy the Exterminator) est une émission de téléréalité américaine. L'émission est diffusée sur A&E depuis 2009. En France, les épisodes sont disponibles sur la plateforme RMC BFM PLAY, Planète+ A&E.

## Principe
Une équipe télévisée suit Vexcon, une entreprise familiale basée en Louisiane qui intervient quand des habitations sont envahies par des animaux sauvages. Aussi souvent que possible, les animaux sont capturés puis relâchés dans la nature. Toutefois, en fonction de la dangerosité de l’animal, il arrive que Vexcon soit obligé de les confier à des éleveurs ou de les tuer.

## Membres de Vexcon

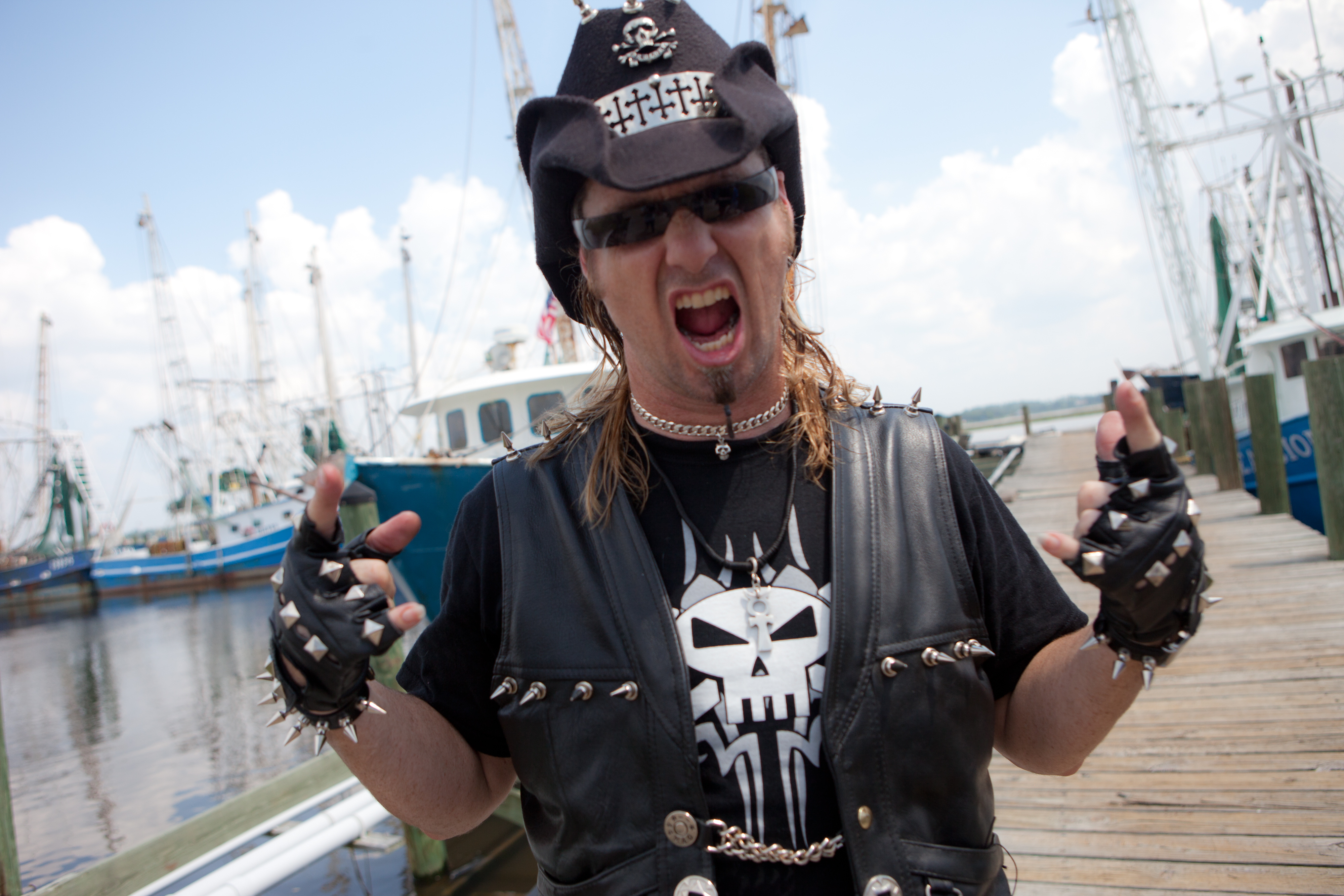
Billy Bretherton est le principal membre de Vexcon.

Billy Bretherton, : Principal membre de Vexcon. Il intervient généralement seul mais peut être accompagné de son frère Ricky. Sa fiancée Mary a travaillé pour Vexcon avant de se faire licencier.
Ricky Bretherton : C’est le frère de Billy. Allergique aux piqûres de guêpes, il se déplace rarement sans son kit de secours.
Big Bill : Père de Billy et de Ricky. Son épouse Donnie et lui sont cofondateurs de Vexcon. Il intervient rarement en raison de problèmes cardiaques.
Donnie : Mère de Billy et de Ricky et épouse de « Big Bill ». Elle est chargée de recevoir et de transmettre les demandes d’interventions.
Heather : Secrétaire de Vexcon. Elle profite de son temps de travail pour entretenir son corps.

## Autres intervenants
Vexcon peut collaborer avec d’autres intervenants.
« Gator » Dave Wilson : Spécialiste des crocodiliens. Il intervient quand Vexcon a besoin d’aide pour maitriser ces animaux.
Mike Rowe : Présentateur de l’émission « Dirty Jobs ». Il a contacté Vexcon pour le tournage d’un épisode de son émission.
Joe Allen : Il dirige une entreprise de contrôle des nuisibles en Arizona. Lors d’un épisode, Billy et Ricky l’aident à capturer des pécaris.
Goose Busters : Cette entreprise a pour but de limiter la population des oies en ville. Billy et Ricky apportent leur aide.
Dr Morgan : Vétérinaire du zoo Cyprès. Lorsque Vexcon récupère des animaux blessés ou ne pouvant être relâchés, c’est elle qui les prend en charge.

## Animaux faisant l’objet d’interventions
Lors de leurs missions, Billy et Ricky prennent en charge de nombreuses espèces d’animaux.

### Mammifères
- Rats et souris
- Ratons laveurs
- Pécaris
- Ragondins et castors
- Ecureuils
- Chaton (mission de sauvetage)
- Chauves-souris
- Lynx
- Tatou
- Moufette
- Cochons sauvages
- Sangliers
- Opossum
- Loup du Canada

### Oiseaux
- Bernaches
- Faucon (mission de sauvetage)

### Reptiles
- Crocodiles et alligators
- Pythons birmans
- Couleuvres
- Vipères

### Invertébrés
- Guêpes
- Abeilles
- Écrevisse (lors d’une intervention sur un serpent)
- Fourmis de feu
- Frelons
- Cafards
- Punaises de lit
- Scorpion